# Austrolestes annulosus
Austrolestes annulosus là loài chuồn chuồn trong họ Lestidae. Loài này được Selys mô tả khoa học đầu tiên năm 1862.

## Hình ảnh

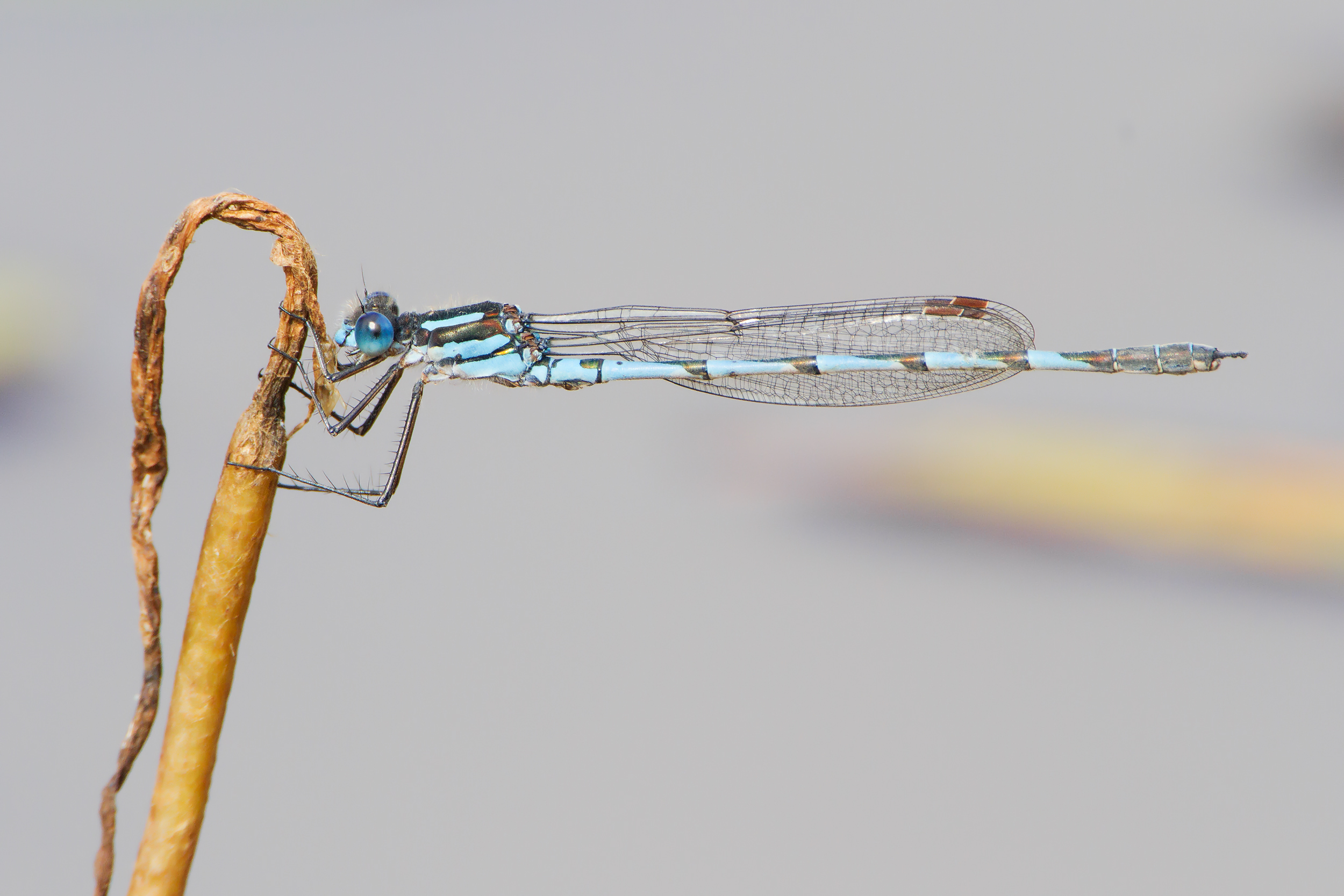
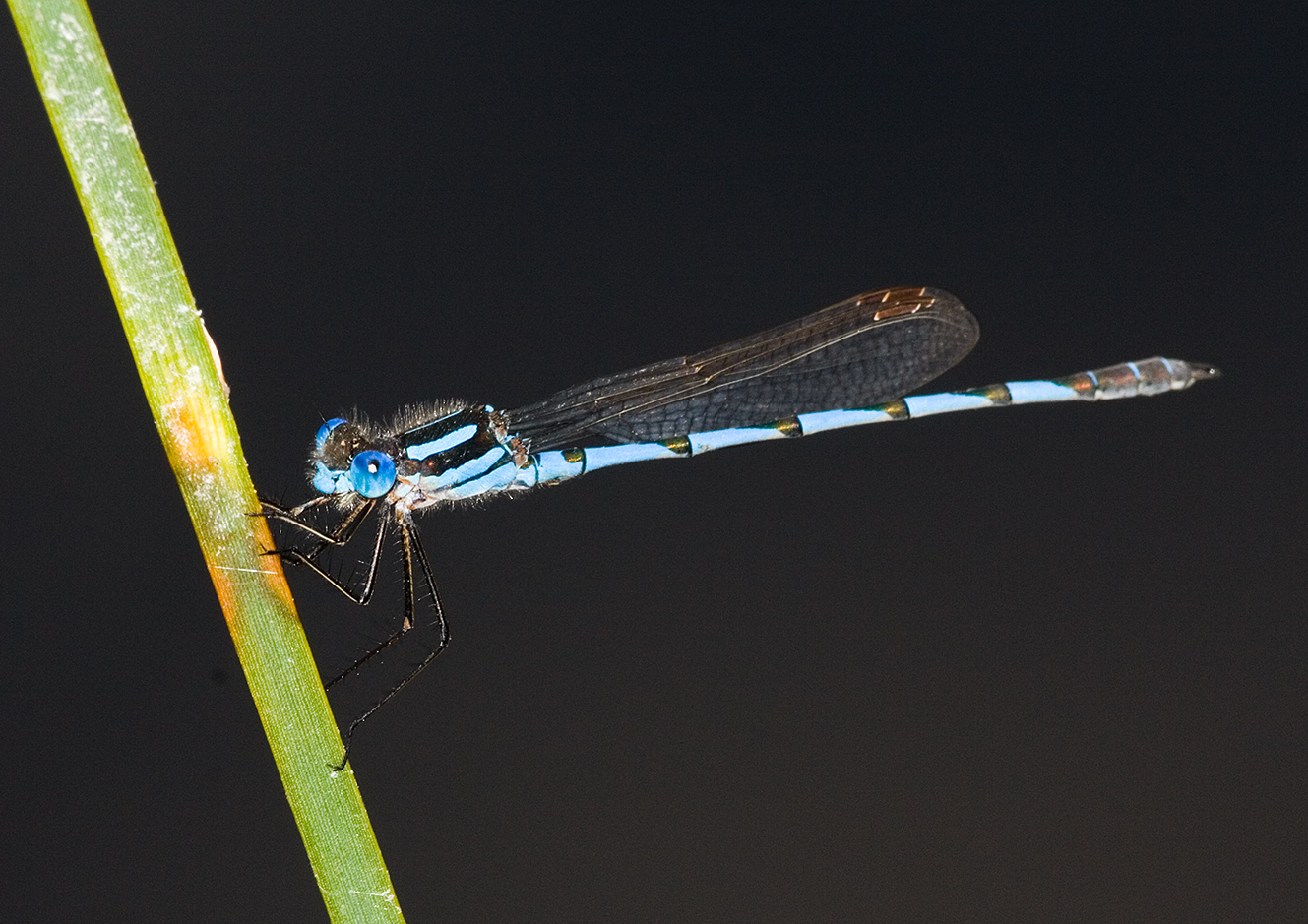
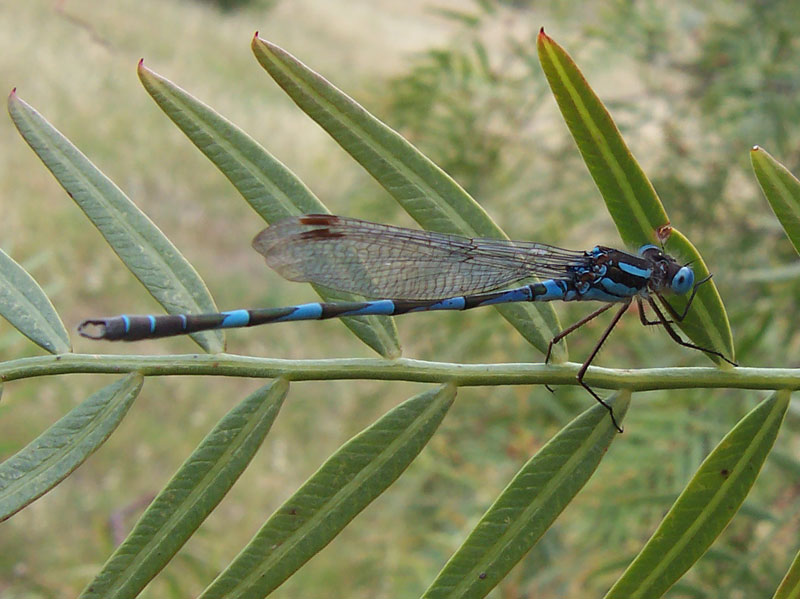
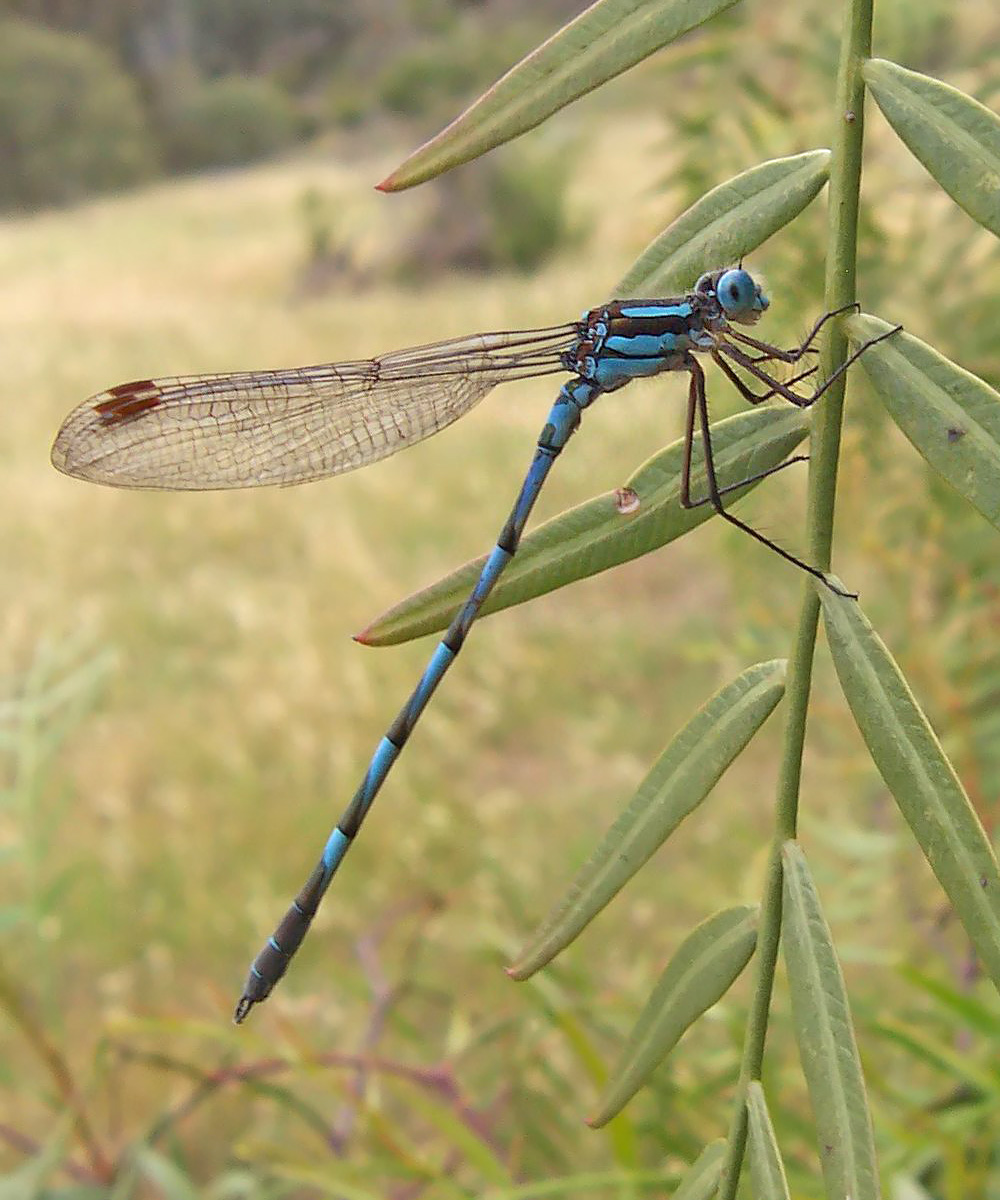